# Matija Ljujić
Matija Ljujić (in serbo Матија Љујић?; Prijepolje, 28 ottobre 1993) è un calciatore serbo, centrocampista dell'Újpest.

## Palmarès

### Club

#### Competizioni nazionali
- Campionato lituano: 1

Žalgiris: 2016
- Coppa di Lituania: 1

Žalgiris: 2016
- Supercoppa di Lituania: 1

Žalgiris: 2017